# Eight Easy Steps
«Eight Easy Steps» es una canción de Alanis Morissette, perteneciente a su sexto álbum de estudio So-Called Chaos. La canción fue lanzada como el tercer y último sencillo del álbum.

## Vídeo musical
El video musical de la canción fue dirigido por Liz Friedlander. El video abre con una escena de Morissette actuando con su banda de acompañamiento. A continuación, presenta secuencias de sus anteriores vídeos musicales, apariciones en televisión y videos caseros en orden cronológico inverso. Las escenas son editadas digitalmente para crear la apariencia de que estaba cantando "Eight Easy Steps" en ellos. Morissette tardó más de 16 horas para recrear sus expresiones faciales de los clips anteriores.

## Lista de canciones
1. «Eight Easy Steps» (Thick Dick Filter Mix) – 6:56
2. «Eight Easy Steps» (Jez Colin & Flipper Dalton Remix) – 6:35
3. «Eight Easy Steps» (The Orange Factory Remix) – 6:58
4. «Eight Easy Steps» (Smitty & Gabriel D. Vine Remix) – 7:03

## Posicionamiento
| Listas                              | Posición |
| ----------------------------------- | -------- |
| Billboard Adult Top 40              | 27       |
| Billboard Hot Singles Sales         | 37       |
| Billboard Hot Dance Club Play       | 9        |
| Billboard Hot Dance Singles Sales   | 3        |
| Spanish Singles Chart               | 40       |
| World Dance / Trance Top 30 Singles | 9        |